# Sun Tower
La Résidence Sun Tower är ett höghus som ligger på 7 Avenue Princesse Alice i distriktet Monte Carlo i Monaco. Den är tillsammans med L'Europa Résidence den 15:e högsta byggnaden inom furstendömet med 69 meter och 22 våningar.
Byggnaden uppfördes 1965.